# Filmfestival
En filmfestival er en oftest årlig begivenhed hvor der vises film, normalt nye premierefilm, og hvor udvalgte film som regel konkurrerer om at vinde priser. Nogle festivaler fokuserer på en bestemt genre (f.eks. dokumentarfilm) eller et bestemt emne (f.eks. homoseksualitet). 
Filmfestivalen i Cannes i Frankrig, grundlagt i 1946, er verdens bedst kendte filmfestival. Den ældste større filmfestival er filmfestivalen i Venedig, der er blevet arrangeret siden 1932. Sammen med festivalen i Cannes og filmfestivalen i Berlin (grundlagt i 1951) udgør den Europas traditionelle "tre store" filmfestivaler. Disse udgør igen sammen med Toronto Film Festival i Canada og Sundance Film Festival i Salt Lake City i USA the "Big Five" blandt filmfestivaler.

## A-festivaler
Antallet af filmfestivaler er steget kraftigt de sidste mange årtier. Alene i Europa findes der 800 filmfestivaler. Mange er først og fremmest grundlagt af turistmæssige årsager for at gøre det pågældende sted mere kendt i offentlighedens og udlandets øjne. Derfor har det internationale forbund af filmproducenter FIAPF (forkortelse for det franske navn Fédération Internationale des Associations de Producteurs de Films) udarbejdet en mere begrænset liste over såkaldte A-festivaler, der skal leve op til et bestemt sæt kriterier. Der kan kun være én A-festival i hvert land, en A-festival skal være internationalt orienteret, og i festivalens konkurrencer må kun indgå film, der får deres urpremiere på den pågældende festival. I mange lande er det nemmere at få offentlig støtte til en film, der optages på en A-festival, og producenterne kan som regel efterfølgnde opkræve en større betaling fra biografer og streamingtjenester for film, der har haft premiere på en A-festival. Derfor er filmproducenterne ofte ivrige for at få deres film optaget på en A-festival. I en oversigt fra det tyske movie-college.de var der registreret 15 A-festivaler:
- Berlin Internationale Filmfestspiele Berlin (Berlinale), 1951, februar, hovedpris: Guldbjørnen
- Cannes Festival International du Film, 1946, maj, hovedpris: Den Gyldne Palme
- Shanghai Internationale Filmfestival Shanghai, 1993, juni, hovedpris: Gyldne pokal
- Moskva internationale filmfestival Moskva, 1935, juni/juli, hovedpris: Gyldne St. Georg
- Karlovy Vary International Film Festival, 1946, juni/juli, hovedpris: Krystalglobus
- Locarno Festival Internazionale del film, 1946, august, hovedpris: Gyldne leopard
- Montreal World Film Festival, 1977, aug./sept., hovedpris: Grand Prix of the Americas
- Venedig Mostra Internazionale del Cinema, 1932, aug./sept., hovedpris: Guldløven
- Festival Internacional de Cine de San Sebastián, 1953, september, hovedpris: Gyldne musling
- Tokyo International Film Festival, 1985, oktober, hovedpris: Tokyo Grand Prix
- Warszawa Internationale Filmfestival, 1985, oktober, hovedpris: Warszawa Grand Prix
- Goa International Film Festival of India, 1952, november, hovedpris: Gyldne påfugl
- Mar del Plata Festival Internacional de Cine de Mar del Plata, 1954, november, hovedpris: Gyldne Astor
- Tallinn Black Nights Film Festival, 1997, november, hovedpris: Tallinn Grand Prix
- Cairo International Film Festival, 1976, nov./dec., hovedpris: Gyldne pyramide

## Danske filmfestivaler
- Animani (1996) (animation)
- Buster (1999) (børne- og ungdomsfilm)
- Bornshorts Film Festival (2008) (kortfilm)
- CPH:DOX (2003) (dokumentarfilm)
- Copenhagen Gay & Lesbian Film Festival (1986) (homofilm)
- Copenhagen International Film Festival (2003-2007) (europæiske film)
- Cosmic Zoom (1999) (kort- og animationsfilm, undergrund)
- Filmdage på Kalundborgegnen (1997) (musik i film)
- Filmsamlerfestival (1980) (smalfilm)
- NatFilm Festivalen (1990-2008) (alle filmtyper)
- Nordic Adventure Film Festival Arkiveret 19. november 2020 hos  Wayback Machine (1996-) (adventurefilm)
- Odense Internationale Film Festival (1975) (kort- og dokumentarfilm)
- Salaam Filmfestival – Flerkulturel Filmfestival (2004) (interkulturelle film fra hele verden)
- Aarhus Filmfestival (1997) (kort- og dokumentarfilm)
- CPH PIX (2009) (spillefilm og debuterende instruktører)

## Andre internationale filmfestivaler
- BUFF International Film Festival i Malmö
- European Minority Film Festival
- Nordische Filmtage i Lübeck
- Sundance Film Festival (1985)
- Toronto Film Festival (1976)

1. 1 2  Opslaget "film festival" på oxfordreference.com, besøgt 17. august 2025.
2. ↑  The Big Five Film Festivals of Our Time. Oversigt på wfcn.co, dateret 20. juni 2022.
3. ↑  A-Festivals. Opslag på movie-college.de, besøgt 17. august 2025.